# Gare de Bourganeuf
La gare de Bourganeuf est une gare ferroviaire française de la ligne de Vieilleville à Bourganeuf, située sur le territoire de la commune de Bourganeuf dans le département de la Creuse en région Nouvelle-Aquitaine.
Mise en service en 1883 par la Compagnie du chemin de fer de Paris à Orléans (PO), elle est fermée, comme la ligne, au service voyageurs en 1939 et au service des marchandises en 2004.
Restauré en 2015, l'ancien bâtiment voyageurs est devenu la maison du département en 2016.

## Situation ferroviaire
Établie à 413 mètres d'altitude, la gare terminus de Bourganeuf est située au point kilométrique (PK) 448,360 de la ligne de Vieilleville à Bourganeuf, après la gare de Bosmoreau-les-Mines,.

## Histoire

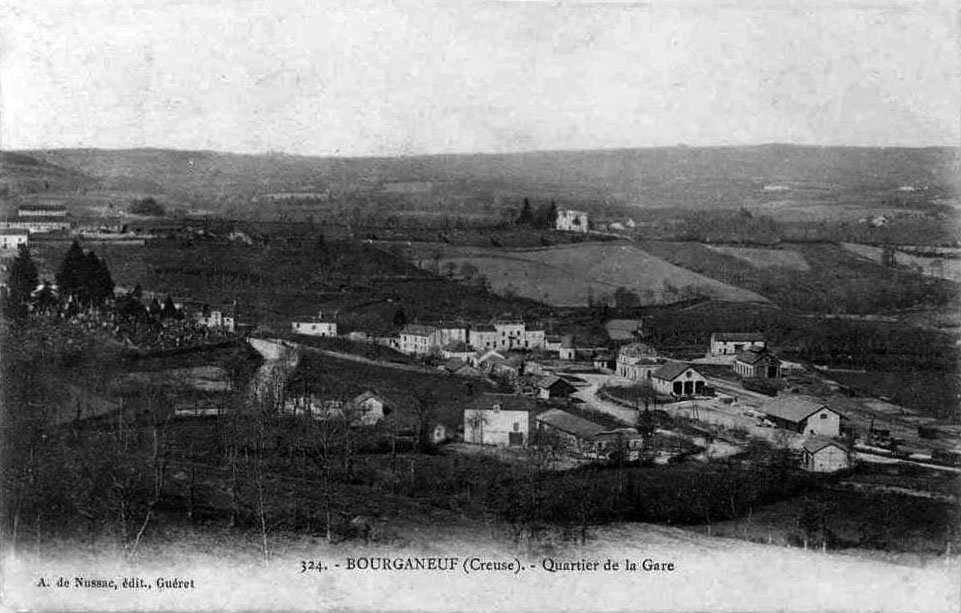
Vue d'ensemble de la gare vers 1900.

La gare de Bourganeuf, construite par l'administration des chemins de fer de l'État, est mise en service le 5 août 1883 par la Compagnie du chemin de fer de Paris à Orléans (PO) lorsqu'elle ouvre à l'exploitation la ligne de Vieilleville à Bourganeuf. Elle est située en centre ville du fait de l'insistance du député Martin Nadaud,. Gare terminus en impasse, elle dispose d'un important bâtiment voyageurs avec un corps central à trois ouvertures plus un étage et combles, encadré par deux ailes en rez-de-chaussée à une ouverture. On y trouve également une remise pour une locomotive à vapeur et un pont tournant.
Le 6 mars 1939, elle est fermée, comme la ligne, au trafic voyageurs par la toute nouvelle Société nationale des chemins de fer français (SNCF).
En juin 1963, arrive en gare, par un train de marchandises, la statue du ministre, député et président du conseil René Viviani. Elle provient d'Algérie où elle a été renversée et endommagée lors de l'indépendance.
Elle est ouverte au service marchandises jusqu'à sa fermeture en 2004 après les dernières circulations constituées pour le transport du bois de la tempête de 1999.

## Patrimoine ferroviaire

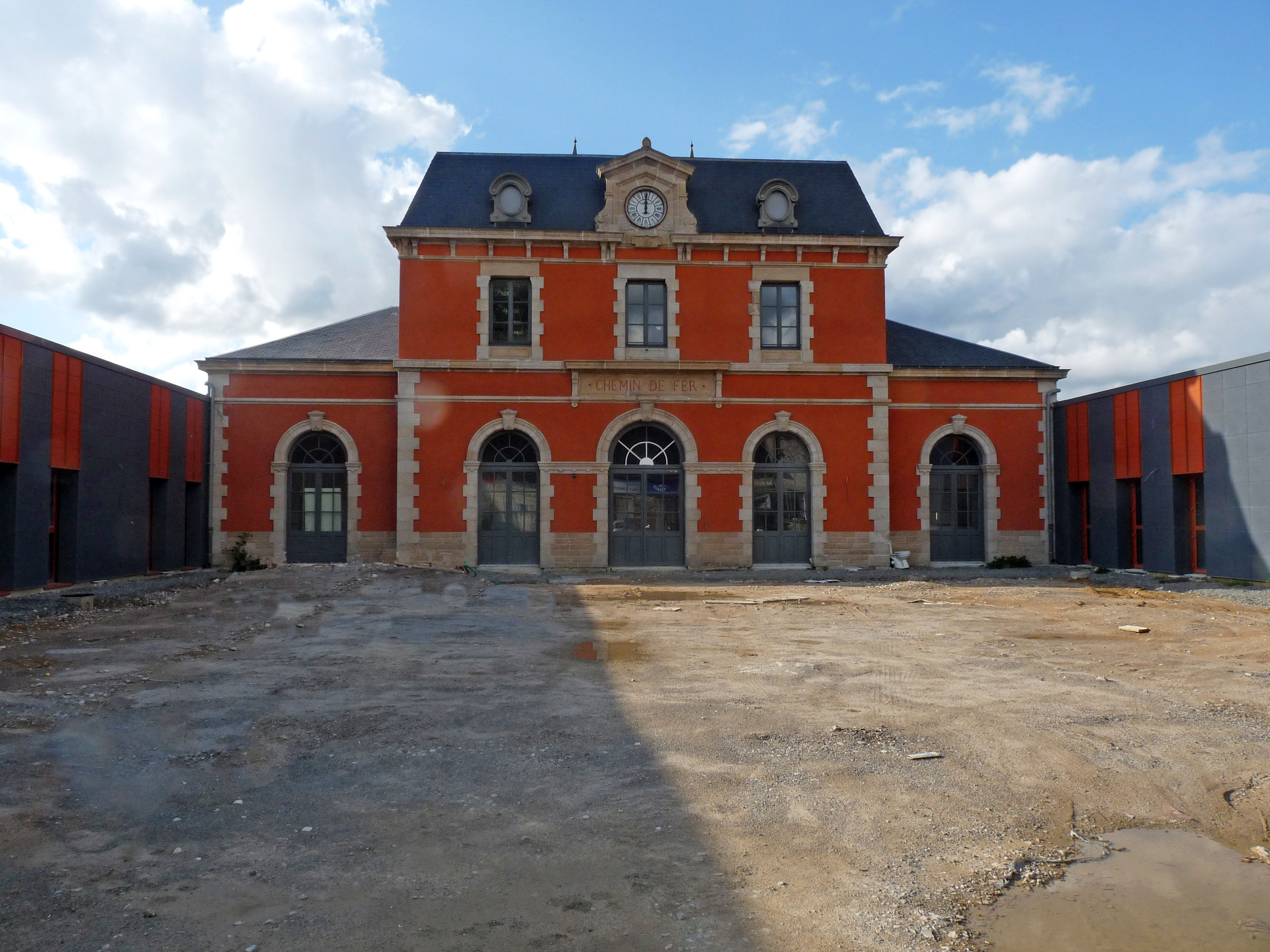
Le bâtiment restauré pour sa nouvelle affectation.

Depuis 2015, ont été entamés de gros travaux de rénovation de la gare assortis de la construction de deux bâtiments modernes à angle droit. Le bâtiment voyageurs de la gare est inauguré dans sa nouvelle affectation de « maison du département » le 31 décembre 2016. L'architecte de cette rénovation, Béatrice Baudoin, indique avoir eu une « démarche de conservation de l'ancien bâti » du fait du charme de l'ancienne gare. La photo prise en juin 2016 (voir infobox) montre la gare rénovée ainsi que l'amorce des deux nouvelles annexes.